# Escuela Lingbao

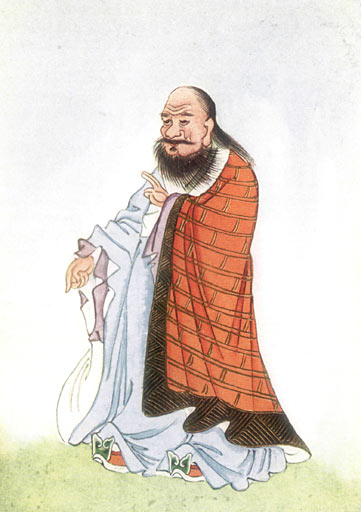
Laozi, uno de los dioses más importantes del taoísmo Lingbao

La Escuela Lingbao (en chino tradicional, 靈寶派; en chino simplificado, 灵宝派; pinyin, Líng Bǎo Pài), también conocida como Escuela de la Joya Sagrada o Escuela del Tesoro Numinoso, fue un importante movimiento religioso taoísta que surgió en China entre las dinastías Jin y Liu Song a principios del siglo V. Duró unos doscientos años hasta que fue absorbido por las corrientes Shangqing y Zhengyi durante la dinastía Tang. La Escuela Lingbao es una síntesis de ideas religiosas basadas en los textos de la religión Shangqing, los rituales de los Maestros Celestiales y las prácticas budistas.
La Escuela Lingbao tomó prestados muchos conceptos del budismo, incluido el concepto de reencarnación, y también algunos elementos cosmológicos. Aunque la reencarnación era un concepto importante en la Escuela Lingbao, la creencia taoísta en alcanzar la inmortalidad permaneció como uno de los pilares fundamentales del movimiento religioso. El panteón de la escuela es similar al de la religión Shangqing y al del movimiento de los Maestros Celestiales, siendo uno de sus dioses más importantes la forma deificada de Laozi. También veneraban otros muchos dioses, algunos de los cuales se encargaban de preparar a los espíritus para la reencarnación. El ritual Lingbao fue inicialmente una práctica individual, pero luego pasó por una transformación que puso más énfasis en ritos colectivos. La escritura más importante de la Escuela Lingbao se conoce como los Cinco Talismanes (Wufujing), que fue compilada por Ge Chaofu y estaba basada en trabajos alquímicos anteriores de Ge Hong.
Aunque el movimiento Lingbao ya no existe como tal, ha dejado influencias en todas las ramas posteriores del taoísmo religiosos. Los "maestros yinyang " populares en el norte de China se definen como sacerdotes taoístas Zhengyi que siguen la tradición escritural Lingbao.

## Historia
La Escuela Lingbao comenzó alrededor del año 400 cuando las escrituras Lingbao fueron reveladas a Ge Chaofu, el bisnieto de Ge Hong. Ge Chaofu afirmó que las Escrituras le habían llegado en una línea de transmisión que se remontaba al tío abuelo de Ge Hong, Ge Xuan (164-244). Ge Chaofu transmitió las escrituras a dos de sus discípulos, y las escrituras rápidamente ganaron una gran popularidad entre el pueblo llano. En 471, Lu Xiujing (406–477) compiló un catálogo de todos los textos Lingbao y también fue responsable de reorganizar y estandarizar el ritual Lingbao. Esta organización de textos y rituales proporcionó una base sólida sobre la cual la Escuela Lingbao prosperó en los siglos siguientes. Durante la dinastía Tang, la influencia de la escuela Lingbao declinó y otra escuela de taoísmo, la escuela Shangqing, se hizo prominente. Tomando prestadas muchas prácticas de Lingbao, fue bien aceptada por la aristocracia y estableció una importante influencia entre funcionarios de la corte.

## Creencias
Algunas de las primeras escrituras Lingbao tomaron prestados tantos elementos terminológicos, estilísticos y conceptuales budistas que Zürcher los describe como "híbridos budo-taoístas".

### Reencarnación

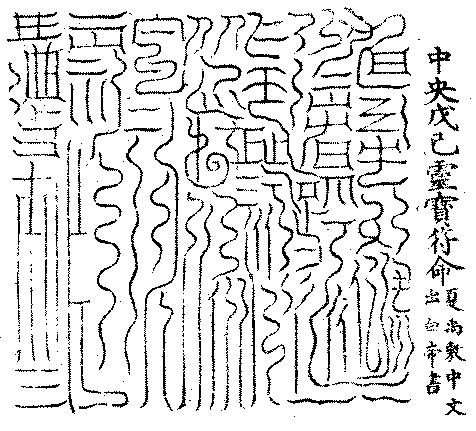
Un talismán taoísta procedente de las escrituras Lingbao.

Muchas creencias del movimiento  Lingbao están tomadas del budismo . Los nombres de las diferentes deidades y cielos del más allá a menudo recibieron títulos basados en transcripciones fonéticas del sánscrito. Muchos términos sánscritos se tomaron prestados fonéticamente, pero se les dio significados completamente diferentes. Un concepto importante tomado del budismo fue el de reencarnación.
Tanto el budismo como la escuela Lingbao comparten la idea de los Cinco Caminos del Renacimiento (Gati). La gente renacía en prisiones terrestres, como un fantasma hambriento, como un animal, como un hombre o como un ser celestial. Después de la muerte, según sus creencias, el cuerpo era refinado o purificado alquímicamente en el Palacio de la Oscuridad Suprema, ubicado en el norte y en el Palacio Sur, en el sur. La transmutación del cuerpo constaba de dos pasos; los componentes yin de la persona eran refinados en el Palacio de la Oscuridad Suprema, seguidos por los componentes yang en el Palacio Sur. El concepto Lingbao de renacimiento es una adaptación china del mismo concepto budista, pero mezcla conceptos tradicionales chinos con ideas budistas recién llegadas.

### Cosmología
La cosmología Lingbao también toma prestado muchos elementos del budismo. A diferencia de los sistemas cosmológicos taoístas anteriores, que estaban divididos entre cuatro y nueve regiones, la cosmología Lingbao suponía que había diez regiones, una idea tomada del budismo. Además de las regiones cosmológicas, había 32 cielos en el más allá, divididos en cuatro sectores, cada uno con ocho cielos que estaban colocados horizontalmente en la periferia del disco celeste. Cada uno de los cuatro sectores estaba gobernado por un emperador y poblado por habitantes de una era cósmica anterior (kalpa). Al igual que el budismo, los cielos estaban divididos en los "tres mundos" del "deseo", la "forma" y la "falta de forma". La cosmología Lingbao se desvió de las creencias budistas al proponer que los cielos giraban alrededor de una enorme montaña conocida como la Capital de Jade, que era la residencia del Digno Celestial, la versión taoísta de Buda y deidad principal.
Ciertas ideas taoístas tradicionales se mantuvieron en la cosmología Lingbao, como la idea de que el mundo se originó a partir de un tipo de qi primordial conocido como yuanqi, y luego se dividió en cielo y tierra. Además, el yuanqi se subdivide en tres tipos de qi que corresponden a tres deidades: el Señor del Tesoro Celestial, el Señor del Tesoro Sagrado y el del Tesoro Divino. Estas tres deidades introdujeron más tarde las enseñanzas de Dongzhen (Gruta Perfecta), Dongxuan (Gruta Misteriosa) y Dongshen (Gruta Divina). Estas tres enseñanzas forman la base para la clasificación posterior de los textos del Daozang.
Las nociones apocalípticas que aparecieron en el taoísmo Shangqing fueron desarrolladas plenamente por primera vez por la Escuela Lingbao. La cosmología Lingbao suponía que el tiempo estaba dividido en ciclos cósmicos, que se correlacionaban con las Cinco Fases. Al final de una era cósmica, el dios del color asociado con esa era descendería a la Tierra y revelaría una enseñanza que salvaría de la muerte a un número determinado de personas. Hubo dos tipos de eras cósmicas, las cortas que se caracterizaban por un exceso de energía yin y las largas que se caracterizaban por un exceso de energía yang . Al final de una era cósmica corta, se profetizaba que la Luna produciría una inundación que erosionaría las montañas, renovaría el qi del universo y cambiaría las clasificaciones de los miembros de la burocracia celestial. Al final de una era cósmica larga, se desatarían criaturas malignas, el cielo y la tierra quedarían patas arriba y los metales y las piedras se fundirían. Las personas que siguieran la enseñanza correcta revelada por el dios del color pertinente serían acogidas por la Reina Madre de Occidente y transportadas a una "tierra de bienaventuranza" que no se vería afectada por la destrucción y el apocalipsis.

### Panteón
Además de tomar prestadas deidades de los Maestros Celestiales y la Escuela Shangqing, la Escuela Lingbao también desarrolló sus propios dioses. El dios supremo de los taoístas Lingbao es conocido como Yuanshi Tianzun o el Celestial Digno del Comienzo Original, que desempeñó un papel similar al deificado Laozi en los Maestros Celestiales. Según las escrituras, este dios pasó por una serie de ciclos kalpa a los que se les dieron nombres similares a los dinásticos, hasta emerger a principios del período Kaihuang. El siguiente dios en importancia era Laojun, la forma deificada de Laozi, que era el principal discípulo del Digno Celestial. Por debajo de estos dos dioses principales en la jerarquía celestial estaban las deidades asociadas con el Palacio Sur, donde los espíritus iban después de la muerte para prepararse para el renacimiento. El jefe de este grupo de dioses era conocido como el Perfeccionado de los Extremos del Sur. Por debajo de él estaba el director del Escudero, que estaba a cargo de los registros de vida de los espíritus, y el Señor Han, que controlaba Fengdu, la ciudad de los muertos. Debajo de estos dioses principales en la jerarquía Lingbao había otras deidades como los Cinco Ancianos, los Reyes Dragón y los Reyes Demonio.
Las deidades estaban presentes no sólo en los cielos, sino también en el propio cuerpo humano. Eran los encargados de mantener las cinco vísceras del cuerpo, custodiar los registros de la vida y regular las almas. Había cinco deidades internas que eran particularmente importantes en el taoísmo Lingbao. La Gran Unidad vivía en la cabeza, junto con el Señor Ling y el Blanco Primordial, que podían descender al hígado y los pulmones. El Director de Destinos vivía en el corazón y los órganos sexuales, y finalmente, el Niño Melocotón vivía en el dantian inferior. Normalmente estas deidades residían en los cielos, pero podían ser activadas mediante recitaciones de las Escrituras para descender al cuerpo.

## Prácticas

### Técnicas de inmortalidad
A pesar de la creencia en la reencarnación, la Escuela Lingbao mantuvo la idea taoísta tradicional de que ciertas técnicas podrían permitir a un seguidor alcanzar la inmortalidad. Una técnica consistía en "ingerir la esencia del Sol y la Luna". Los practicantes se exponían a los cuerpos celestes en determinadas épocas del mes. Cerrando los ojos visualizarían que las esencias se solidificarían y entrarían en sus cuerpos. Una vez en el cuerpo, la esencia del sol se relacionaba con el corazón y se visualizaba en rojo, mientras que la de la luna se combinaba con los riñones y se veía en negro. Además de las prácticas de meditación interior, la inmortalidad se podía alcanzar mediante la ingestión de pociones o el empleo de talismanes.

### Rituales
Los primeros rituales Lingbao se realizaban principalmente de forma individual, ya sea en una cámara de meditación o en el patio de una casa. Los primeros practicantes no eran sacerdotes profesionales, sino más bien "estudiantes del Tao". Más tarde, a medida que el movimiento Lingbao desarrolló instituciones religiosas y un clero establecido, la práctica ritual se convirtió más en un rito comunitario.
El ritual Lingbao comparte muchos elementos con los rituales de otras tradiciones taoístas previas. Al igual que otras tradiciones, los rituales Lingbao tenían una cualidad teatral que implicaba acompañamiento de música, danzas y cánticos. El taoísmo Lingbao también compartía el aspecto multidimensional del ritual taoísta, lo que significa que se llevaba a cabo en varios niveles diferentes simultáneamente. Por ejemplo, mientras se realizaba un ritual, el sacerdote repetía el ritual dentro de sí mismo a través de la meditación interior. 
Hay tres categorías de rituales en el taoísmo Lingbao. El primero se conoce como el Registro Dorado de Rituales, asocialo al cielo y se llevaba a cabo para prevenir desastres naturales. Durante la dinastía Tang, este ritual se realizaba en honor a la familia imperial, pero posteriormente podía ser realizado por cualquier persona. El ritual del Registro Amarillo, asociado a la tierra, se realizaba para garantizar que los muertos descansaran. El último tipo de ritual, que no ha sobrevivido, fue el Registro de Jade, asociado a lo humano, que se realizaba para asegurar la salvación de la humanidad. De los rituales que han sobrevivido, el Registro Dorado ha asumido el papel del registro de Jade, asegurando la salvación y previniendo el mal tiempo.

## Canon

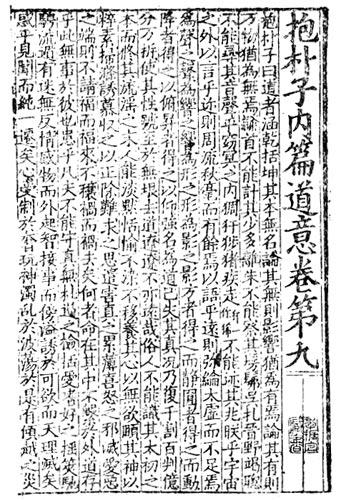
Una página del Baopuzi, en la que se basan muchas de las escrituras Lingbao

Las escrituras Lingbao surgieron como resultado directo del éxito de los textos anteriores del movimiento Shangqing. Todas las escrituras Lingbao se basan en un texto conocido como el Clásico de los Cinco Talismanes (Wufujing), que fue compilado por Ge Chaofu entre 397 y 402 y tomado del trabajo de Ge Hong, su tío abuelo. Al ser el texto Lingbao más antiguo, los Cinco Talismanes proporcionaron el marco del resto del canon Lingbao, que se basó en las cinco direcciones. Debido a que todos los textos Lingbao descendían de los Cinco Talismanes, se creía que habían sido revelados a Ge Xuan, presumiblemente el propietario original de los Cinco Talismanes. Se supone que Ge Xuan transmitió los textos Lingbao primero a su discípulo Zheng Siyuan, quien luego se los transmitió al sobrino nieto de Ge, Ge Hong (284-364), quien es bien conocido por sus innovaciones alquímicas. Sin embargo, la afirmación de que los textos Lingbao derivan de Ge Xuan fue probablemente una forma de legitimarlos mediante la exageración de su antigüedad. En realidad, probablemente fueron ensamblados por el propio Ge Chaofu . A los pocos años de su difusión, los textos se habían vuelto extremadamente populares.
El canon en sí es una mezcla de tradiciones taoístas anteriores, que combina características de la Escuela Shangqing y los Maestros Celestiales, junto con otros textos antiguos e incluso algunas ideas budistas. Los dos textos más importantes del canon además del Wufujing son el Libro Rojo de los Cinco Escritos (Chi shu wupian) y la Escritura de los Capítulos Superiores sobre la Salvación Ilimitada (Wuliang Duren Shangpin).  Según Lu Xiujing, quien editó el Canon Lingbao, había un total de 34 textos en el canon, de los cuales tres se han perdido.

## Legado
Si bien la escuela Lingbao no sobrevivió como una entidad distinta, su aparato ritual sí lo hizo, y constituye la base de mucha de la práctica ritual taoísta actual. Además, muchas de las innovaciones introducidas por la Escuela Lingbao han sobrevivido hasta el presente, incluida su división del Daozang en tres secciones correspondientes a diferentes enseñanzas, correspondiendo el Dongzhen a la Escuela Shangqing, el Dongxuan a la Escuela Lingbao y el Dongshen a la enseñanza de Sanhuang.  La integración del budismo dentro de las prácticas y creencias del Lingbao aseguró que los elementos budistas siguieran siendo un aspecto importante del taoísmo posterior y también ayudó a integrar el budismo en todos los niveles de la sociedad en China. 